# Incubate
 (juin 2012).
Si vous disposez d'ouvrages ou d'articles de référence ou si vous connaissez des sites web de qualité traitant du thème abordé ici, merci de compléter l'article en donnant les références utiles à sa vérifiabilité et en les liant à la section « Notes et références ».
Incubate est un festival d’art multidisciplinaire à Tilburg aux Pays-Bas.

## Résumé
Incubate est un festival d’art qui a lieu chaque année à Tilburg et se concentre sur la culture indépendante. Le festival dispose d'une programmation musicale détaillée avec de la musique électronique, du metal, du rock, du jazz et plus encore. On y retrouve aussi de l'art plastique, de la danse contemporaine et du cinéma. Toutes ces animations se déroulent dans les cafés, bars et galeries d'art. En 2008, le festival a été élu par les habitants de Tilburg comme le meilleur événement de la ville.

## L’histoire
En 2005, ZXZW le festival regroupait plus de 47 artistes en deux jours. De nombreux genres musicaux tels que le punk, le hardcore et l'électronique étaient largement représentés. En moins de 3 ans, le festival s’est développé en un festival de huit jours où il y a plus de 200 artistes à voir au centre-ville de Tilburg. Le festival s’est développé aussi en termes de genre: du jazz au free-folk et danse. Outre la musique, le septième art, l’art plastique et des représentations de danse ont fait leur apparition. Tout cela fut récompensé en 2008 par les habitants de Tilburg; le festival remporta le prix du public en tant que meilleur événement de la ville. ZXZW a son propre independent culture[Quoi ?] blog et collabore pendant toute l’année à de nombreuses nuits de l’art et se sert du Social festival model: un site-web dans le style de Wikipédia où tout le monde peut prendre connaissance et changer les plans d’exploitation[réf. souhaitée].

## Éditions et représentations (sélection)

### ZXZW 2005
Au travers des années, ZXZW est passé d’un événement culturel de deux jours à un festival multidisciplinaire qui s'étale sur une semaine complète. La première édition de ZXZW eu lieu le 24 et le 25 septembre regroupant 48 représentations sur 7 différents lieux. Le festival a été fondé par Vincent Koreman, Ries Doms, Frank Kimenai et Alex van Wijk.
| Genre   | Artistes (sélection)                                                                                                 |
| ------- | --- |
| Musique | Pole, Leng Tch'e, Static, Rise and Fall, About, Templo Diez, Sickboy, Dead Stop, Transmission0, Sauron entre autres. |

### ZXZW 2006
Le deuxième festival de ZXZW a eu lieu le 23 et le 24 septembre regroupant 94 représentations sur onze différents lieux.
| Genre   | Artistes (sélection) |
| ------- | --- |
| Musique | 65daysofstatic, Justice, Solvent, Baroness, Messer Chups, Shitmat, Radio Birdman, Japanther, Timid Tiger, Torche, Unwed Sailor, Daturah, Otto Von Schirach, Machinefabriek, Bile, Drama, Rise and Fall, Prostitute Disfigurement, Amenra entre autres. |

### ZXZW 2007
Le troisième festival de ZXZW eu lieu entre le 16 et le 23 septembre. La programmation musicale se développa considérablement augmentant ainsi le nombre de groupes à 151. Durant cette édition, d'autres activités furent présentes comme : de l’art plastique, de la danse et du cinéma. L’édition de 2007 s’est produite sur 27 lieux, comme un immeuble désaffecté où Kraaklink avait lieu. Kraaklink est une initiative afin de stimuler des jeunes musiciens à jouer l'œuvre des jeunes compositeurs dans un cadre spécial.
| Genre         | Artistes (sélection) |
| ------------- | --- |
| Musique       | The Haters, The Locust, Psychic TV, Crippled Black Phoenix, Pantha du Prince, Drumcorps, Knut, Ceephax Acid Crew, A Challenge of Honour, Cutting Pink with Knives, Negativland, Atlantis, Meneguar, Infinity, Psychic Ills, Long Distance Calling, Chevron, Kap Bambino, Rhys Chatham, Ostinato, Niobe, Kiss the Anus of a Black Cat, Blowfly, Gtuk, Grey Daturas, Hacride entre autres. |
| Art plastique | L'affiches publicitaire concert, Untitled, Scherven, Tilburg Stoepkrijt City, punk fanzine exposition, Tilburg Plakstad |
| Danse         | Vloeistof |
| Cinéma        | Films de court-métrage, La Region Centrale - Michael Snow (1971), Cinema Auricular: Cinema of the Ear programmation. |

### ZXZW 2008
La quatrième édition de ZXZW eu lieu entre le 14 et le 21 septembre. À cette édition, surtout la présence de Sun Ra Arkestra fut remarquable. Ils arrangeaient 6 représentations en 7 jours et chaque fois, ils étaient fixés sur un autre aspect de leur histoire musicale. Cette année il y avait aussi un programme spécial, intitulé Norwegian Invasion où des groupes de Norvège étaient. Le programme Svart Kunststykke qui se concentre sur le genre black metal était multidisciplinaire: l’art plastique et la musique ont été impliqués dans le programme. The Shape of Breakcore 2 Cum était la musique de danse et aussi le Eurovision Noise Contest avait lieu au festival.
| Genre         | Artistes (sélection) |
| ------------- | --- |
| Musique       | Wire, Pelican, Casiotone for the Painfully Alone, Sun Ra Arkestra, Castanets, Shining, Blacklisted, Paint It Black, Torche, Skinless, Watain, Cadence Weapon, gay against you, Doormouse, Otto Von Schirach, Goto80, Ponytail, Ladyhawk, FFF, Trash Talk, Guapo, Ebola, Pulling Teeth, Toy, Jeremy Jay, The Tunics, Tom Brosseau, David Karsten Daniels, Capsula, Religious Knives, Steadycam, Stu, Kid Carpet, Svarte Greiner, pre, Glorior Belli, LFO Demon, Blurt, Usurper, Taint, Ladyscraper, Electric Kettle, Bjørn Torske, Phill Niblock, The Lords of Altamont, Tram, Dirge entre autres. |
| Art plastique | L'affiche publicitaire concert: Z-Stock, Svart Kunststykke (Black Arts) – Erik Smith, Peter Beste entre autres. |
| Danse         | Vloeistof |
| Cinéma        | Films de court-métrage, La Region Centrale - Michael Snow (1971), Cinema Auricular: Cinema of the Ear programmation. |

### Incubate 2009
Le premier lustre de Incubate aura lieu du 13 au 20 septembre inclus. Les premiers noms ont été annoncés au site-web de ZXZW.
| Genre         | Artistes (sélection) |
| ------------- | --- |
| Musique       | The Damned, Dananananaykroyd, Caspian, The Number Twelve Looks Like You, Misery Signals, Tujiko Noriko, Antipop Consortium, Shackleton, Kayo Dot, Dananananaykroyd, Der Blutharsch, Of the Wand and the Moon, Deutsch Nepal, Soap&Skin, Joker, James Blackshaw, Bodi Bill, Bonaparte, Au, Jandek, Finn., Jessica Bailiff, My Awesome Mixtape, Blues Control, Your Demise, Wardruna, Subtitle, Uri Caine, Troum, On, Jonquil, Pompeii, Reso, The Caretaker, DJ Beware entre autres plus. |
| Art plastique | Hermann Nitsch, "New Jacks": Renee van Trier, Vincent Dams, Liselotte de Groot, Willem Claassen, Manon van Trier, Leonie Ruissen, Jak Peters, Michiel van de Weerthof en Merijn Denkers. |
| Danse         | Franko B, Micheline Torres, Jenny Beyer, Costes. |
| Cinéma        | Anvil! The story of Anvil, Aktionisten compilatie, Good Copy, Bad Copy. |

### Incubate 2010
Le sixième festival de Incubate aura lieu du 12 au 19 septembre inclus.
| Genre         | Artistes (sélection) |
| ------------- | --- |
| Musique       | Black Mountain, Shaking Godspeed, Headhunter, The Ex, The Hunger, Black Earth, This Will Destroy You, Circle, Windmill, Dan Deacon, Frank Fairfield, Six Organs of Admittance, DJ /Rupture, Liturgy, Hell Militia, Ab Baars, Monotonos, Zola Jesus, Bongo a Bang Bang, Neon Indian, Expulsion, Lucky Dragons, Shikari, Bram Stadhouders, Jim Black, Forget to Forgive, Haribo Macht Kinder Froh, Frog Pocket, The Superusers, The Dreams, Accadians, DMDN, DJ UMB, Santa Cruz, Accelerators, Antillectual, Bandish Projekt, Battle for Paris, Coco Bryce, Eklin, I am Oak, Globalibre, Gunslingers, Jakes, Maths, Nikoo, Sabbo, Skeletonwitch, Switchblade, Vanderbuyst, Warbringer, Vanilla Riot, Barn Burner, Cold Pumas, City Boys, Fair Ohs, Great Ancestors, Invasion, Kodiak, Moon Unit, Traumahelikopter. |
| Art plastique | Ryan Trecartin, Hester Scheurwater, Tanis/Verhoef, Thomas l'Anson, Boris de Vries, Constant Dullaart. "New Jacks 2.0": Sven Fritz, Matijs van de Kerkhof, Klaas Burger, Teun Jansen & Joshua van Iersel and Joshua Jackson & Anita Hrnic. |
| Cinéma        | Turkish Star Trek, Da Vinci Treasure, Snakes on a Train, Paranormal Entity |
| Conférence    | Charles Leadbeater, Matt Mason |

### Incubate 2011
Le septième festival de Incubate aura lieu du 12 au 18 septembre inclus.
| Genre      | Artistes (sélection) |
| ---------- | --- |
| Musique    | HEALTH, Omar Souleyman, YOB, Baby Dee, Lightning Dust, Sam Amidon, Handsome Furs, Picastro, Obliteration, Kongh, Dark Castle, Capillary Action, Antilles, Austra, Wooden Shjips, Nadja, Screaming Females, King Dude, Aidan Baker & Nathan Amundson, Peter Broderick, The Fresh & Only's, Defeated Sanity, Gorgasm, Amagortis, Lustmord, Megafaun, Mater Suspiria Vision, Indian, Will Samson, Fostercare, Wheels on Fire, A Grave With No Name, Flying Horseman, Touchy Mob, SJ Esau, Herrek, Kyst, Air Waves, Joan of Arc, Library Tapes, Rivulets, My Disco, Celeste, The Kids, Yukon Blonde, Aura Noir, The Queers, Wormrot, Maruta, Planks, Le Syndicat, Ketzer, Heretic, Burning Yellows, Monachus, Light Bearer, Pariso, Kerouac, Matthew Shipp, Sleep Party People, Mose Giganticus, The Oscillation, Norberto Lobo, The War on Drugs, Moon & Sun, Zoviet France, Trial, Charles Gayle, Rainbow Arabia, Tweak Bird, Anchor, Mind Over Mirrors, Run With The Hunted, Schnaak, EMA, Ganglians, Man Man, No Turning Back, Brasstronaut, Wise Blood, Dead Neanderthals. |
| Danse      | It's Definitely The Spiritual Thing. |
| Cinéma     | Hydra Decapita, We Don't Care About Music Anyway, NOVA - the film, Jefre Cantu-Ledesma & Paul Clipson, The Ill Mannered Milkman, Invertebrate, Goodbye Mr Christie. |
| Conférence | Bill Drummond |

### Incubate 2012
Le huitième festival de Incubate aura lieu du 10 au 16 septembre inclus.
| Genre      | Artistes (sélection) |
| ---------- | --- |
| Musique    | Mogwai, Fields of the Nephilim, Buzzcocks, Yann Tiersen, Expo '70, Laibach, Nurse With Wound, Japandroids, Damo Suzuki, Britisch Sea Power, Paws, Dead Neanderthals, Nathan Fake, Sleepy Sun, Mgła, Iceage, Leif Vollebekk, Moodymann, Chris & Cosey, King Midas Sound, Napalm Death, The Men, Angel Olsen, Mi Ami, A Winged Victory For The Sullen, Cult Of Youth, Kid Ink, Gangpol & Mit, Black Dice, Frietboer, Starve, Reigning Sound, Pete Namlook, Conan, Thread Pulls, Howlin' Rain, Andy Stott, Nils Frahm, Matt Elliott, Heiko Laux, NGUZUNGUZU, Ital, The Telescopes, Bill Orcut, Xander Harris, Cheek Mountain Thief, Digger & The Pussycats, Desolated, Lower, Vår, Sex Worker. |
| Art        | Santiago Sierra, JR, Leah Capaldi, Wiersma & Smeets, Hans Stevens, Open Source Expo, Pietmondriaan.com: I Want To Believe. |
| Théâtre    | Zeebelt in Residence: If...Then, You Are Here, Laughin While Drinkin Sour Milk, Achterna Gedragen, Instan Fiction, Ohne Titel #4, Loie Fuller: yellow & black. |
| Cinéma     | Kid-Thing, Grandma Lo-Fi, Bellflower, Dragonslayer, Music For One Apartment And Six Drummers, Synesthesia, Love You More, Falling, Las Palmas, Attack Of The Giant Brain Sucker Monster From Outer Space, Mathildes Misses. |
| Conférence | Simon Reynolds, Mark Fisher, Robert Levine, Roy Wilkinson, Chris Jones, Annette Dölle. |

## Les avant-scènes
ZXZW 2008 avait lieu sur plus de 30 lieux différents au centre-ville de Tilburg.